# 두정엽

붉은 부분이 두정엽

대뇌피질 모식도. 파란색부분이 전두엽, 노란색부분이 두정엽, 초록색부분이 측두엽, 빨간색부분이 후두엽을 나타낸다.

두정엽(頭頂葉, parietal lobe) 또는 마루엽은 대뇌 반구의 위쪽 후방에 위치한다. 기관에 운동명령을 내리는 운동중추가 있다. 체감각 피질과 감각연합영역이 있어 촉각, 압각, 통증 등의 체감각 처리에 관여하며 피부, 근골격계, 내장, 미뢰로부터의 감각신호를 담당한다.
전두엽, 측두엽, 후두엽과 함께 대뇌피질을 구성한다.

## 형태
두정엽은 중심고랑(central sulcus) 뒤쪽으로 이어져 마루뒤통수고랑(parieto-occipital sulcus)을 경계로 후두엽과 구분된다. 가쪽고랑(lateral sulcus) 부위에서 측두엽으로 이어지는데, 두 영역의 구분은 다소 임의적이다. 해부학적으로 다음과 같은 세부 영역들로 구분된다.
- 중심뒤이랑(postcentral gyrus): 중심고랑과 중심뒤고랑(postcentral sulcus) 사이에 존재하는 두정엽의 영역을 가리킨다.
- 위마루소엽(superior parietal lobule): 중심뒤고랑보다 뒤쪽에 있는 두정엽의 영역 가운데 마루속고랑(intraparietal sulcus)보다 위쪽에 있는 부분을 가리킨다.
- 아래마루소엽(inferior parietal lobule): 중심뒤고랑보다 뒤쪽에 있는 두정엽의 영역 가운데 마루속고랑보다 아래쪽에 있는 부분을 가리킨다. 아래마루소엽을 다시 다음과 같은 세부 영역으로 나눌 수 있다.
  - 모서리위이랑(supramarginal gyrus,연상회): 가쪽고랑의 뒤가지(posterior ramus)가 위쪽으로 꺾여 끝나는 부분 근처에 존재하는 두정엽의 영역을 가리키며, 측두엽의 위관자이랑과 이어진다.
  - 모이랑(angular gyrus,각회): 위관자고랑이 끝나는 부분 근처에 존재하는 두정엽의 영역을 가리키며, 측두엽의 중간관자이랑과 이어진다.
- 뒤중심곁이랑(posterior paracentral gyrus): 대뇌 반구의 안쪽면에서 관찰되는 이랑으로, 중심곁소엽(paracentral lobule) 중에서 중심고랑보다 뒤쪽에 존재하는 부분을 가리킨다.
- 쐐기앞소엽(precuneus): 대뇌 반구의 안쪽면에서 관찰되는 이랑으로, 뒤중심곁이랑보다 뒤쪽에 위치하며 띠고랑(cingulate sulcus) 및 마루뒤통수고랑을 경계로 갖는다.

## 같이 보기
- 뇌엽